# Pogančec
Pogančec – wieś w Chorwacji, w żupanii zagrzebskiej, w gminie Preseka. W 2011 roku liczyła 125 mieszkańców.